# ۱۳۲۲ (قمری)
۱۳۲۲ (قمری)، هزار و سیصد و بیست و دومین سال در گاهشماری هجری قمری است. اول محرم این سال برابر با هجدهم مارس سال ۱۹۰۴ میلادی است.

## زادگان
- عباسقلی گلشائیان : دولتمرد ایرانی.

## وابسته
- تاریخ بیداری ایرانیان
- ملک‌الشعرای صبوری
- میرزا هاشم آملی